# Hästskotjärnen (Kalls socken, Jämtland, 707597-134144)
Hästskotjärnen är en sjö i Åre kommun i Jämtland och ingår i Indalsälvens huvudavrinningsområde. Hästskotjärnen ligger i Skäckerfjällen Natura 2000-område.